# T1 (цифровые каналы)

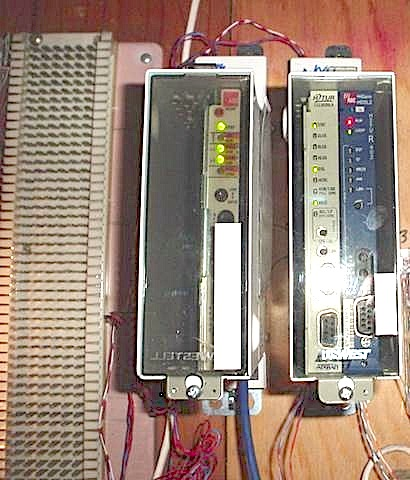
Оборудование T1

Т1 — дуплексные цифровые каналы, спроектированные специально для передачи цифровых сигналов. Интеграция цифровых линий Т1 с телефонной сетью происходит с начала 1960-х годов. Первоначально линии Т1 выполняли роль магистральных линий — внутренних магистралей телефонной сети, обеспечивающих повышенную пропускную способность и снижающих стоимость телекоммуникационной инфраструктуры. Цифровая передача позволила мультиплексировать в одной такой магистрали больше каналов, чем в аналоговой магистральной линии. По мере совершенствования цифровой технологии стоимость линий Т1 начала падать, и они стали предлагаться заказчикам в качестве выделенных или арендуемых каналов.
Сначала стоимость сервиса Т1 была очень высокой. Усовершенствования в цифровой технологии позволили быстро расширить возможности Т1 — как для телекоммуникационных компаний, так и для конечных пользователей. Линии Т1 нередко применялись компаниями для организации частных глобальных сетей. В глобальной сети Т1 АТС выполняла роль концентратора для коммутации линий Т1, связывающих её с удалёнными станциями. Для передачи по этим линиям можно мультиплексировать трафик речевых сигналов и данных.

## Структура Т1
Линия Т1 состоит из 24 каналов по 64 кбит/с, мультиплексируемых для передачи речи и данных. Архитектура Т1 основана на иерархии цифровых сигналов, применяемой в Северной Америке для описания телекоммуникационных линий. При создании обычных аналоговых телефонных сетей (POTS — plain old telephone service) обнаружилось, что оптимальная пропускная способность для передачи речи (а именно в этом и состояло назначение телефонов) составляет 56 кбит/с. С учётом некоторых дополнительных битов для управления передачей оптимальный канал требовал 64 Кбит/с. Цифровая передача позволила сократить непроизводительные потери при обмене информацией и использовать всю полосу 64 кбит/с. Это значение и стало основной единицей в иерархии цифровых сигналов, получившей обозначение DS-0:
- DS-0 — 64 кбит/с;
- DS-1 — 1,544 Мбит/с

Линию Т1 можно представить как набор из 24 каналов DS-0-1, комбинация которых даёт совокупную пропускную способность 1,544 Мбит/с, соответствующую линии DS-1-0.

## Требования Т1 к аппаратному обеспечению
На физическом уровне линии Т1 могут быть различных типов: соединения Т1 по коаксиальному или волоконно-оптическому кабелю, инфракрасные, микроволновые, спутниковые соединения. Чаще всего это местные абонентские линии на медном кабеле с улучшенными характеристиками.
Для усовершенствования местной абонентской линии телефонные компании разместили через соответствующие интервалы устройства регенерации цифрового сигнала. Таким образом, инсталляция линии Т1 обычно не требует прокладки или модернизации кабеля — для этого необходима лишь дополнительная аппаратура.
Для подключения линии Т1 к аппаратному обеспечению узла заказчика требуется следующее оборудование.
- Устройство обслуживания канала (CSU — channel service unit). Реализует фактический интерфейс между линией Т1 и узлом заказчика. CSU поддерживает качество линии, отслеживает соединения через интерфейс «абонент-сеть» и выполняет в линии Т1 роль физической оконечной точки.
- Модуль обслуживания данных (DSU — data service unit). Отвечает за реальное преобразование сигналов локальной сети и речи в цифровые сигналы, передаваемые по линии T1. DSU подключается к CSU и к оборудованию, устанавливаемому в помещениях заказчика (СРЕ — customer premises equipment), то есть к мостам и маршрутизаторам, а также к устройствам мультиплексирования.
- CSU и DSU обычно комбинируются в одно устройство, подключаемое к линии Т1 (со стороны CSU) и к локальной сети (со стороны DSU). Данное устройство является физическим воплощением интерфейса «пользователь — сеть» между узлом заказчика и местной телефонной компанией.
- Мультиплексоры. Отвечают за организацию каналов в линии Т1. Допускается комбинирование в одной линии речи и данных.
- Мосты и маршрутизаторы. Эти хорошо известные устройства локальной сети обычно передают устройствам DSU трафик локальной сети.